# Jay Rock
Jay Rock (* 31. März 1985 in Los Angeles; eigentlich Johnny Reed McKinzie Jr.) ist ein US-amerikanischer Rapper.

## Biografie
Jay Rock wuchs im Stadtteil Watts von Los Angeles auf. Gefängniserfahrungen brachten ihn zum Rappen. Über das Indie-Label Top Dawg veröffentlichte er seine ersten Mixtapes und kam schließlich zu einem Major-Label-Vertrag mit Warner. Bei der ersten Veröffentlichung All My Life (In the Ghetto) standen ihm 2008 Lil Wayne und Will.i.am zur Seite. Weitere Mixtapes folgten. Vom Magazin XXL wurde er in die Freshman Class 2010 aufgenommen. Doch der Erfolg stellte sich nicht ein und Ende des Jahres wurde der Vertrag wieder beendet.
2011 veröffentlichte er bei Top Dawg Entertainment sein erstes Album Follow Me Home. Damit schaffte er den Durchbruch, er erreichte Platz 83 der US-Albumcharts und Platz 10 der Rapcharts. Daneben bildete er mit Kendrick Lamar, Schoolboy Q und Ab-Soul die Crew Black Hippy. Mit Lamar nahm er seine zweite Single Hood Gone Love It auf und war im Gegenzug auf dessen Erfolgsalbum Good Kid, M.A.A.D City beim Song Money Trees vertreten, der es auf Platz 35 der R&B-Charts schaffte.
Es dauerte bis 2015, bis Jay Rock ein weiteres Album fertiggestellt hatte. Benannt wurde es nach der Postleitzahl seines Heimatorts Watts 90059. Neben Lamar waren unter anderem SZA und Busta Rhymes als Gäste vertreten und halfen mit, das Album auf Platz 1 der Rapcharts zu bringen. In den offiziellen Charts erreichte es Platz 16.
Ein schwerer Motorradunfall setzte ihn danach einige Zeit außer Gefecht, erst 2018 kehrte er wieder zurück. Er beteiligte sich Anfang des Jahres an dem All-Star-Soundtrack zum Film Black Panther von Lamar und zusammen mit ihm, Future und James Blake hatte er den Hit King’s Dead, der mit Dreifachplatin ausgezeichnet wurde und ihn auch international bekannt machte. Einige Monate später ließ er sein drittes eigenes Album Redemption folgen. Mit Platz 13 erreichte er seine bis dahin beste Platzierung in den Billboard 200.

## Diskografie
Alben
- 2011: Follow Me Home
- 2015: 90059
- 2018: Redemption

Mixtapes
- 2006: Watts Finest Vol. I
- 2006: Watts Finest Vol. II: The Nickerson Files
- 2007: Watts Finest Vol. III: The Watts Riots
- 2007: No Sleep ’Til NYC (mit K-Dot)
- 2008: Do It Nigga Squad Vol. 1
- 2008: Coming Soon to a Hood Near You
- 2009: Coming Soon 2 to a Hood Near You
- 2009: Gudda Muzik
- 2010: From Hood Tales to the Cover of XXL
- 2010: Black Friday

Singles
- 2008: All My Life (In the Ghetto) (feat. Lil Wayne & Will.i.am)
- 2011: Hood Gone Love It (feat. Kendrick Lamar)
- 2014: Pay for It (feat. Kendrick Lamar & Chantal)
- 2015: Money Trees Deuce
- 2015: Gumbo
- 2015: 90059
- 2015: Vice City (feat. Black Hippy, US: Gold)
- 2015: King’s Dead (mit Kendrick Lamar, Future & James Blake)
- 2018: Win (US: Platin)

Gastbeiträge
- 2012: Money Trees (Kendrick Lamar feat. Jay Rock, DE: Gold, AT: Platin, UK: Gold, US: Platin)
- 2014: I Just Wanna Party (YG feat. Schoolboy Q & Jay Rock, US: Gold)
- 2020: Lockdown (Videoversion, Anderson .Paak feat. Jay Rock)

## Auszeichnungen für Musikverkäufe
| Goldene Schallplatte - Italien - 2023: für das Lied Money Trees - Polen - 2021: für die Single King’s Dead - Spanien - 2024: für das Lied Money Trees - Vereinigte Staaten - 2025: für das Lied Tap Out - 2025: für das Lied Osom Platin-Schallplatte - Brasilien - 2024: für die Single King’s Dead - Dänemark - 2023: für das Lied Money Trees - Neuseeland - 2019: für die Single King’s Dead - Portugal - 2023: für das Lied Money Trees - Vereinigte Staaten - 2025: für das Lied Wow Freestyle | 2× Platin-Schallplatte - Griechenland - 2025: für das Lied Money Trees 3× Platin-Schallplatte - Kanada - 2022: für die Single King’s Dead 7× Platin-Schallplatte - Australien - 2024: für das Lied Money Trees - Neuseeland - 2024: für das Lied Money Trees |

Anmerkung: Auszeichnungen in Ländern aus den Charttabellen bzw. Chartboxen sind in ebendiesen zu finden.
| Land/RegionAuszeichnungen für Musikverkäufe (Land/Region, Auszeichnungen, Verkäufe, Quellen) | Gold       | Platin       | Verkäufe  | Quellen             |
| -------------------------------------------------------------------------------------------- | ---------- | ------------ | --------- | ------------------- |
| Australien (ARIA)                                                                            | —          | 7× Platin7   | 490.000   | aria.com.au         |
| Brasilien (PMB)                                                                              | —          | Platin1      | 40.000    | pro-musicabr.org.br |
| Dänemark (IFPI)                                                                              | —          | Platin1      | 90.000    | ifpi.dk             |
| Deutschland (BVMI)                                                                           | Gold1      | —            | 150.000   | musikindustrie.de   |
| Griechenland (IFPI)                                                                          | —          | 2× Platin2   | 40.000    | Einzelnachweise     |
| Italien (FIMI)                                                                               | Gold1      | —            | 50.000    | fimi.it             |
| Kanada (MC)                                                                                  | —          | 3× Platin3   | 240.000   | musiccanada.com     |
| Neuseeland (RMNZ)                                                                            | —          | 8× Platin8   | 240.000   | radioscope.co.nz    |
| Österreich (IFPI)                                                                            | —          | Platin1      | 30.000    | ifpi.at             |
| Polen (ZPAV)                                                                                 | Gold1      | —            | 25.000    | olis.pl             |
| Portugal (AFP)                                                                               | —          | Platin1      | 10.000    | Einzelnachweise     |
| Spanien (Promusicae)                                                                         | Gold1      | —            | 30.000    | elportaldemusica.es |
| Vereinigte Staaten (RIAA)                                                                    | 5× Gold5   | 7× Platin7   | 9.500.000 | riaa.com            |
| Vereinigtes Königreich (BPI)                                                                 | 2× Gold2   | —            | 800.000   | bpi.co.uk           |
| Insgesamt                                                                                    | 11× Gold11 | 31× Platin31 |           |                     |